# Taape (A633)
Le RR Taape (A633) est un bâtiment auxiliaire de la marine française. Il a été construit aux chantiers et ateliers de la Perrière à Lorient. 
Ce remorqueur-ravitailleur de Type RR 2000 en est l'unique exemplaire du type de la Marine nationale française. Son nom provient du nom polynésien de la perche à raies bleues. 
Vallauris est sa ville marraine depuis le 1er janvier 2004.

## Service
Conçu pour servir de soutien logistique aux expérimentations nucléaires dans le Pacifique, il rejoint la base de Mururoa le 23 avril 1984 en tant que bâtiment de soutien de région (BSR). 
Il y reste jusqu'à son retour à la base navale de Toulon en juin 1998. Il est rattaché à la Direction du port avec le Chevreuil (A774) et la Gazelle (A775). En 2019, il est requalifié comme chaland remorqueur d'ancrage (CRA).
Il remplit de multiples missions : remorquage, travaux d'ancrages, ravitaillement (en eau, gazole et matériel), lutte contre les voies d'eau et incendies.

## Caractéristiques techniques
Sa distance franchissable à 12 nœuds est de 6 000 nautiques, soit 10 jours de navigation.

### Armement
- Néant

### Assistance en mer et ravitaillement
- Un treuil de remorquage de 30 tonnes
- Un croc de remorque d'une force de 50 tonnes, largable à distance
- Une grue télescopique (2 à 10 tonnes)
- Un portique basculant hydraulique (10 à 30 tonnes)

### Lutte incendie
- 2 canons à mousse
- 1 canon à eau et 2 « vide-cave »

### Drôme
- Une embarcation pneumatique 6 places avec un moteur hors-bord de 40 ch.